# Yuri Knorozov
Yuri Valentinovich Knórozov (Pivdenne, 19 de novembro de 1922 - São Petersburgo, Rússia, 30 de março de 1999) foi um notório antropólogo, linguista, arqueólogo, egiptólogo, mesoamericanista, etnólogo,etnógrafo, escritor, professor e historiador soviético. Seus estudos tiveram fundamental importância na decifração do sistema de escrita da cultura maia; contribuindo nos estudos deste e de outros povos da Mesoamérica.

## Biografia
Em 1939, na Ucrânia, Yuri Knorozov ingressou na Faculdade de História da Universidade Nacional da Carcóvia. Após a eclosão da Segunda Guerra Mundial, em outubro de 1941, Carcóvia foi ocupada por tropas nazistas, mas em 1943 Knorozov conseguiu se mudar para Moscou e continuar seus estudos na Faculdade de História da Universidade Estatal de Moscou, na qual já havia sido admitido em 1940. Pouco tempo depois, Yuri Knorozov seria recrutado para as forças armadas soviéticas, como soldado de artilharia.
No final da guerra, em maio de 1945, Knorozov e sua unidade apoiaram o avanço do Exército Soviético em direção a Berlim; foi lá, após a batalha de Berlim, que Knorozov teve a oportunidade de encontrar, por acaso, o livro que despertou seu interesse pela decifração da escrita maia. Há uma versão lendária de que em maio de 1945, participando da batalha de Berlim, Yuri conseguiu resgatar de um incêndio na Biblioteca Nacional (a Biblioteca Estatal da Prússia, hoje Biblioteca de Berlim) dois livros raros: uma edição de 1933 dos Códices Maias, escrita pelos irmãos Villacorta , e da coleção de Charles Étienne Brasseur de Bourbourg intitulada Relação das coisas de Yucatán, escrita originalmente no século XVI por Diego de Landa, um missionário espanhol da Ordem Franciscana em Yucatán que foi bispo dessa mesma província na década de 1570 e fez as primeiras investigações dos escritos maias. O próprio Knorozov daria sua versão, desmentindo esta lenda, ao afirmar em entrevista: “É uma lenda. Não houve fogo. As autoridades alemãs prepararam a biblioteca (agora Biblioteca de Berlim) para a evacuação e deveriam levá-la para os Alpes na Áustria. Os livros colocados em caixas estavam no meio da rua. Então, escolhi dois…”.
Quando jovem leu um artigo sobre a história dos maias e ficou com vontade de saber mais sobre aquela civilização. Ele continuou seus estudos em egiptologia, a língua árabe e os sistemas de escrita da antiga Índia e China. Yuri Knorozov se formou na Universidade de Moscou em 1948. Knorozov interessou-se pelos glifos dos antigos Maias, dos quais muito poucos podiam ser compreendidos, e suas investigações sobre o assunto lhe renderam um doutorado em ciências históricas em 1955. Assim, descobriu que os 355 signos dos códices correspondiam à escrita fonética e morfemo-silábica. Essa foi a chave que lhe permitiu decifrar a escrita maia.
De início a descoberta de Yuri Knorozov não teve reconhecimento internacional. Knorozov publicou seus primeiros artigos em 1952. Knorozov publicou seu trabalho mais importante sobre a escrita maia no artigo Письменность индейцев-майя (A escrita dos maias indígenas), em 1963. Knorozov levou em consideração os manuscritos do século XVI, chamados Relação das coisas de Yucatán, de Frei Diego de Landa, como uma base sólida sobre a qual fez suas deduções. Seus trabalhos provocaram grande polêmica em todo o mundo. Seu principal rival era o arqueólogo britânico John Eric Thompson, o mais respeitado especialista dos povos Maia da época. Diante do britânico, Knorozov era um inexpressivo representante da ciência soviética baseada nos princípios do marxismo-leninismo; a Guerra Fria também eclodiu no campo linguístico e Thompson chegou a questionar a integridade pessoal e científica de Knorozov. Levaria mais de vinte anos para o mundo científico reconhecer a descoberta de Knorozov. A principal crítica era a de que Knorozov fez a descoberta, mas sem nunca ter ido às terras dos Maias. (Knórozov só pôde visitar as terras maias pela primeira vez 38 anos após sua descoberta, em 1991, viajando para a Guatemala na companhia da historiadora acadêmica, linguista e epígrafa russa Galina Gavrilovna Yershova e seu marido, o historiador Guillermo Ovando Sanz)
Apenas David H. Kelley e Michael D. Coe aceitaram que o método de Knorozov poderia estar correto. A opinião errônea de Thompson prevaleceria até sua morte em 1975. Suas hipóteses de decifração fonética rapidamente se tornariam amplamente aceitas na década de 1970, e possibilitaram a leitura de grande parte das inscrições dos antigos maias. Finalmente, os epigrafistas Linda Schele , David H. Kelleyy, Peter Mathews, Merle Greene Robertson e Floyd Lounsbury decidiram aplicar o método fonético proposto por Knórozov, e assim conseguiram decifrar a história da dinastia que governou a zona arqueológica de Palenque.

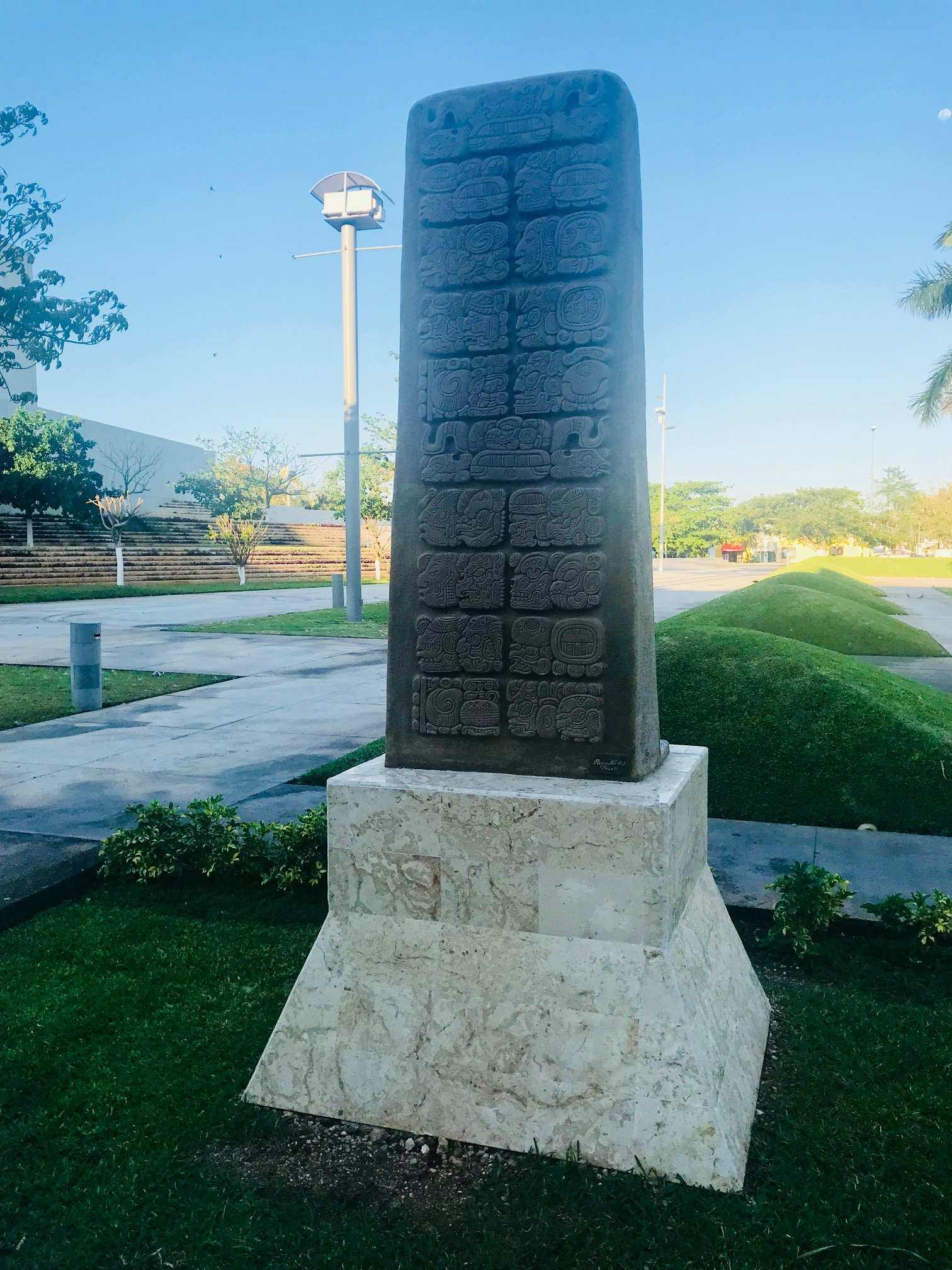
Estela Maia (parte traseira) do monumento a Yuri Knórosov em Mérida, Yucatán, México; com a data de sua morte escrita no sistema calendárico Maia conhecido como "Contagem longa (Cuenta larga)".

Em 1992, o pesquisador estadunidense Michael D. Coe publicou o livro Breaking the Maya Code (Quebrando o Código Maia) no qual reconhecia oficialmente o sucesso de Knórozov e os erros de Thompson. "Somos todos 'knorozovists' agora", disse Coe em entrevista.
Yuri Knorozov deduziu, com seus estudos que devia haver um túmulo de mulher em Palenque ainda não descoberto. Em 1995 sua teoria seria comprovada ao ser encontrado o túmulo da Rainha Vermelha (assim chamado por causa da quantidade de cinábrio vermelho que o cobria).
Após sua primeira viagem ao México em 1991, em seguida, visitaria a Guatemala a convite do presidente do país, que o presenteou com a Grande Ordem do Quetzal, a mais importante distinção do governo guatemalteco. Em 1994, o governo mexicano concedeu-lhe a Ordem Mexicana da Águia Asteca na Embaixada do México em Moscou. Em 1995 Knorozov visitou o México para participar do III Congresso Internacional de Mayanistas e em 1997 o cientista realizou sua última viagem ao México, onde visitou vários sítios arqueológicos em Yucatán.
Durante a década de 1990, com a colaboração da doutora Galina Yershova, elaborou um dicionário de glifos maias-língua espanhola contendo mil e trinta e cinco verbetes. Intitulou-se Xcaret Compêndio da escrita hieroglífica maia decifrada por Yuri Knorozov, e foi publicada em três volumes. O primeiro volume corresponde ao dicionário com os glifos desenhados por ele mesmo, o segundo volume contém uma reprodução dos códices maias e o terceiro volume contém a transcrição, transliteração e tradução para o espanhol dos três códices.
Por muitos anos, ele foi membro sênior do Instituto Etnográfico da Academia de Ciências da URSS em Leningrado (atual cidade de São Petersburgo). Pouco antes de sua morte, Knorozov explicou em entrevista por que dedicou toda a sua vida à cultura maia:
Knorozov morreu em 1999, em São Petersburgo, devido a um Acidente vascular cerebral que foi complicado por pneumonia, que ele desenvolveu em um hospital, onde não foi devidamente tratado.

## Homenagem póstuma
Em 2018 a Rússia ofertou ao povo maia de Yucatán, no México, um monumento dedicado a Yuri Knorozov, que foi inaugurado em março de 2018 durante a "Feria Internacional de Libro FILEY-2018", o governo russo enviou um emissário especial para o evento e no qual o país teve seu próprio pavilhão.
Para Eduard Malayán, o então embaixador Rússia no México, este momento foi uma honra e também um reconhecimento da contribuição dos cientistas soviéticos, em particular do famoso antropólogo Yuri Knorozov, para o desenvolvimento da ciência universal que estuda a cultura Maia.
Em 1° de julho de 2022 o presidente russo Vladimir Putin assinou o decreto para perpetuar memória de etnógrafo e linguista soviético Yuri Knorozov, instruindo o governo a estabelecer um comitê organizador e realizar eventos para comemorar o centenário de nascimento do cientista de destaque internacional.